# لاجان: ذات مرة في الهند
لاجان: ذات مرة في الهند (بالإنجليزية: Lagaan: Once Upon a Time in India ، بالعربية: الضريبة، الهندية: लगान) هو فيلم دراما بوليوودي هندي، من إخراج أشوتوش جواريكر، صدر 15 يونيو 2001 في الهند.

## وصلات خارجية
- لاجان: ذات مرة في الهند على موقع IMDb (الإنجليزية)
- لاجان: ذات مرة في الهند على موقع ميتاكريتيك (الإنجليزية)
- لاجان: ذات مرة في الهند على موقع الموسوعة البريطانية (الإنجليزية)
- لاجان: ذات مرة في الهند على موقع روتن توميتوز (الإنجليزية)
- لاجان: ذات مرة في الهند على موقع نتفليكس (الإنجليزية)
- لاجان: ذات مرة في الهند على موقع قاعدة بيانات الأفلام العربية
- لاجان: ذات مرة في الهند على موقع ألو سيني (الفرنسية)
- لاجان: ذات مرة في الهند على موقع Turner Classic Movies (الإنجليزية)
- لاجان: ذات مرة في الهند على موقع أول موفي (الإنجليزية)
- لاجان: ذات مرة في الهند على موقع بوكس أوفيس موجو (الإنجليزية)
- ذات مرة في الهند على موقع الطماطم الفاسدة
- لاجان: ذات مرة في الهند على موقع ميتاكريتيك
- لاجان: ذات مرة في الهند على موقع بوكس أوفيس موجو
- لاجان: ذات مرة في الهند على موقع أول موفي
- لاجان: ذات مرة في الهند السينما.كوم
- لاجان: ذات مرة في الهند على موقع ٱلو سيني